# Mittleres Saaletal
Das mittlere Saaletal  umfasst den mittleren Abschnitt des Saale-Flusses auf einer Länge von etwa 70 km etwa ab Saalfeld bis Naumburg.
Der Bereich der mittleren Saale beginnt bei Kaulsdorf-Weischwitz südlich von Saalfeld mit dem Austritt des Flusses aus dem Thüringer Schiefergebirge und dem Eintritt in das Triassische Platten- und Hügelland und reicht bis zur Mündung der Unstrut. Die Entfernung zwischen dem Beginn des Mittellaufes und der Unstrutmündung beträgt 68 km Luftlinie, die Lauflänge etwa 115 km und die Fallhöhe 118 m. Die umgebenden Hochflächen werden geologisch von den Schichten der Trias dominiert. Östlich des Flusses tritt der Buntsandstein zu Tage und es herrschen sanfte, gerundete Oberflächenformen vor. Dagegen ist der Buntsandstein westlich der Saale durch den Muschelkalk überdeckt, der eine schroffe und kantige Geländegestaltung bedingt. Die durchschnittliche Höhe der Ilm-Saale-Platte und der Saale-Elster-Sandsteinplatte beträgt 400 m NN.
Das Saaletal ist als Kerbsohlental mit Auenbreiten bis über 1 km ausgebildet und bis zu 250 m in die Hochfläche eingeschnitten. In den südlichen Abschnitten ist das Tal meist nur wenige hundert Meter breit. An den Prallhängen der Saale wie bei Orlamünde und dem Trompeterfelsen bei Rothenstein am linken oder dem Eichberg bei Maua am rechten Ufer stehen die Sandsteinschichten in steilen, fast senkrecht abfallenden Wänden an. Zwischen Jena und Dornburg weitet sich die Aue auf bis zu 1400 m, um anschließend wieder eng zusammenzurücken, wobei die Talhänge oft bis unmittelbar an den Fluss heranreichen. Mehrere Nebenflüsse wie Schwarza, Orla, Roda, Gleise und Ilm fließen beiderseits der Saale in z. T. ebenfalls breiten und tiefen Tälern zu. Hinzu kommen zahlreiche kleine, zeitweilig auch versiegende Bäche mit engen und kurzen Seitentälern, so im Jenaer Stadtgebiet der Pennickenbach und der Gemdenbach auf dem rechten sowie der Ammerbach, die Mühltalleutra und der Steinbach auf dem linken Saaleufer. Die durch die Neben- und Seitentäler stark gegliederten und in den oberen Teilen schroff zur Flussaue abfallenden Talhänge erscheinen östlich von Jena als selbständige, steil ansteigende und stellenweise kahle, helle Berge. Zu ihnen zählen neben dem Johannisberg bei Jena-Lobeda der Hausberg, der Jenzig und der Gleisberg, die alle prähistorische oder mittelalterliche Befestigungen tragen. Dagegen bildet im Stadtgebiet von Jena der Muschelkalk am westlichen Flussufer eine relativ geschlossene Front, die sich weniger für die Anlage von Befestigungen eignete.
Im Bereich der Talweitung zwischen Jena und Dornburg, die eine Höhe von etwa 150 m NN erreicht, war das Saaletal ursprünglich eine breite, von zahlreichen Flussschleifen sowie Alt- und Nebenarmen durchzogene Aulandschaft mit mehreren Inseln wie an der Rasenmühle, bei Wöllnitz und bei Kunitz. Ausgedehnte Kiesbänke und Sandufer bildeten die heute meist nur noch literarisch bekannten „hellen Strände“. Bereits eine Karte von Jena und Umgebung aus dem Jahr 1846 zeigt nicht mehr den ursprünglichen Verlauf der Saale, erste Begradigungen und Durchstiche von Flussschleifen ließ schon Johann Wolfgang von Goethe nach einem Hochwasser im Januar 1783 oberhalb des Rasenmühlenwehres und im Bereich der Camsdorfer Brücke durchführen. Im 19. und 20. Jahrhundert nahmen solche Aktivitäten weiter zu. 1920 wurde eine direkt unterhalb des Jenzigs verlaufende Saaleschleife beseitigt und an dem begradigten Verlauf ein ca. 600 m langer Hochwasserdamm errichtet. Den Übergang von einer Flussseite auf die andere ermöglichten zahlreiche Furten an geeigneten Stellen, meist Schwemmfächer von Nebenflüssen und Bächen oder flache Schotterbänke wie bei Jena im Bereich nördlich der Camsdorfer Brücke, bei Burgau, Maua, Kahla und Camburg.
Das mittlere Saaletal gehört zu den klimatisch besonders begünstigten Gebieten Deutschlands. Die starke Reflexion der Sonnenstrahlen an den steilen Talhängen und insbesondere die Wärmespeicherung des Muschelkalks erzeugen einen zeitigen und milden Frühling, heißen Sommer, langen und warmen Herbst und milden Winter. Mit einer mittleren Jahrestemperatur von 9,3 °C gehört Jena zu den wärmsten Orten Mitteldeutschlands. Auf den 200 bis 250 m höher liegenden Hochflächen und den im Osten und Süden angrenzenden Gebieten ist die Temperatur im Jahresmittel bereits um 1 bis 1,5 °C niedriger. Hinzu kommt die windgeschützte Lage, denn durch den Talverlauf werden die Winde zumeist in Nord-Süd-Richtung eingelenkt und abgeschwächt. Die das Thüringer Becken umgebenden Mittelgebirge schirmen den Niederschlag ab. Die jährliche Niederschlagsmenge beträgt nur 570 bis 680 Liter pro Quadratmeter, der größte Teil fällt in den Sommermonaten.